# Biennale Chroniques
 (novembre 2021).
La mise en forme du texte ne suit pas les recommandations de Wikipédia : il faut le « wikifier ».
Les points d'amélioration suivants sont les cas les plus fréquents. Le détail des points à revoir est peut-être précisé sur la page de discussion.
- Les titres sont pré-formatés par le logiciel. Ils ne sont ni en capitales, ni en gras.
- Le texte ne doit pas être écrit en capitales (les noms de famille non plus), ni en gras, ni en italique, ni en « petit »…
- Le gras n'est utilisé que pour surligner le titre de l'article dans l'introduction, une seule fois.
- L'italique est rarement utilisé : mots en langue étrangère, titres d'œuvres, noms de bateaux, etc.
- Les citations ne sont pas en italique mais en corps de texte normal. Elles sont entourées par des guillemets français : « et ».
- Les listes à puces sont à éviter, des paragraphes rédigés étant largement préférés. Les tableaux sont à réserver à la présentation de données structurées (résultats, etc.).
- Les appels de note de bas de page (petits chiffres en exposant, introduits par l'outil «  Source ») sont à placer entre la fin de phrase et le point final[comme ça].
- Les liens internes (vers d'autres articles de Wikipédia) sont à choisir avec parcimonie. Créez des liens vers des articles approfondissant le sujet. Les termes génériques sans rapport avec le sujet sont à éviter, ainsi que les répétitions de liens vers un même terme.
- Les liens externes sont à placer uniquement dans une section « Liens externes », à la fin de l'article. Ces liens sont à choisir avec parcimonie suivant les règles définies. Si un lien sert de source à l'article, son insertion dans le texte est à faire par les notes de bas de page.
- La présentation des références doit suivre les conventions bibliographiques. Il est recommandé d'utiliser les modèles {{Ouvrage}}, {{Chapitre}}, {{Article}}, {{Lien web}} et/ou {{Bibliographie}}. Le mode d'édition visuel peut mettre en forme automatiquement les références.
- Insérer une infobox (cadre d'informations à droite) n'est pas obligatoire pour parachever la mise en page.

Pour une aide détaillée, merci de consulter Aide:Wikification.
Si vous pensez que ces points ont été résolus, vous pouvez retirer ce bandeau et améliorer la mise en forme d'un autre article.
La biennale Chroniques, connue également sous le nom de Biennale des Imaginaires Numériques, est un évènement porté par les associations Seconde Nature et Zinc. Elle se produit tous les deux ans en Région Sud, notamment à Aix-en-Provence et à Marseille, sous ce nom depuis 2018,,.
Cette manifestation a pour intention de promouvoir les nouvelles pratiques dans le champ artistique à l’ère du numérique. Dans cette optique sont organisées des expositions et des rencontres avec les artistes soutenus par les deux associations,.

## Les auteurs de la biennale
Seconde Nature | Zinc est une structure associative travaillant les champs de la création et de la production des arts et pratiques numériques.
Zinc, basée à Marseille, a été fondée en 1998 à la Friche Belle de Mai. Cette association accompagne les artistes, diffuse leurs œuvres et encourage les formes artistiques qui recourent au numérique et aux nouvelles technologies.
De son côté Seconde Nature, basée à Aix-en-Provence depuis 2007, fut à ses débuts un lieu spécialisé dans le champ des arts multimédia et de la création sonore.
Les deux associations se sont jointes afin de former une entité commune et proposent depuis la biennale Chroniques.

## Éditions de la biennale

### Biennale 2018
La première Biennale s’est tenue du 8 novembre au 15 décembre 2018. La thématique de cette édition était La lévitation, et l'invité d’honneur le Québec.

### Biennale 2020
La seconde Biennale s'est tenue du 12 novembre 2020 au 16 janvier 2021. La thématique de cette édition était L'éternité, et l'invité d'honneur Taïwan.

## La plateforme de création
Œuvres réalisées dans le cadre de la plateforme de création Chroniques et présentées lors d'une biennale,.
| Année de Biennale | Artistes                                                                           | Œuvres                           |
| ----------------- | ---------------------------------------------------------------------------------- | -------------------------------- |
| 2020              | Véronique Béland                                                                   | Haunted telegraph                |
| 2020              | Rocio Berenguer                                                                    | Coexistence                      |
| 2020              | Rocio Berenguer                                                                    | Lithosys                         |
| 2020              | Alain Damasio, Charles Ayats, Franck Weber et Frédéric Deslias                     | Moa                              |
| 2020              | Abdessamad el Montassir                                                            | Al Amakine                       |
| 2020              | Baruch Gottlieb, Clémence Seurat, Disnovation.org, Julien Maudet et Pauline Briand | Post growth                      |
| 2020              | Felix Luque Sanchez                                                                | Perpétuité I                     |
| 2020              | Guillaume Marmin                                                                   | Passengers                       |
| 2020              | Eva Medin                                                                          | Le monde après la pluie          |
| 2020              | Cyril Meroni                                                                       | Advienne                         |
| 2020              | Alexandra Radulescu et Annabelle Playe                                             | Krasis                           |
| 2020              | Antoine Schmitt                                                                    | Prévisible - Hétérotopies #2     |
| 2020              | Jeanne Susplugas                                                                   | I will sleep when I’m dead       |
| 2020              | Emma Terno                                                                         | Wonderbox                        |
| 2018              | Alain Josseau                                                                      | Automatique war                  |
| 2018              | Guillaume Cousin                                                                   | Le silence des particules        |
| 2018              | Hugo Deverchère                                                                    | The cristal and the blind part 2 |
| 2018              | Mathilde Lavenne                                                                   | Tropics                          |
| 2018              | Élio Libaude                                                                       | Coccolithes                      |
| 2018              | Christophe Monchalin                                                               | Muted                            |
| 2018              | Arash Nassiri                                                                      | Darwin darwah                    |
| 2018              | Florian Schönerstedt                                                               | Révolution au mètre carré        |
| 2018              | Victoire Thierrée                                                                  | Birds of prey                    |
| 2018              | Hiroaki Umeda                                                                      | Médian                           |
| 2018              | Yoann Ximenes                                                                      | La symphonie des vagabonds       |